# IP-XACT
IP-XACT는 전자 부품과 설계에 대해 정의·기술하는 XML 형식이다. IP-XACT는 SPIRIT 컨소시엄이 도구들을 이용해서 자동화된 설계와 집적화를 가능하게 하기 위한 표준으로써 개발했다.

## 지원 기업 및 소프트웨어
- Agnisys[1]
- Magillem[2]
- Semifore, Inc[3]
- Synopsys, Inc[4]
- Cadence - JasperGold[5] and Interconnect Workbench (IWB)[6]